# Lukov (ort i Tjeckien, Södra Mähren)
Lukov är en köping i Tjeckien.   Den ligger i regionen Södra Mähren, i den sydöstra delen av landet, 170 km sydost om huvudstaden Prag. Lukov ligger 409 meter över havet och antalet invånare är 215.
Terrängen runt Lukov är huvudsakligen platt, men åt sydost är den kuperad. Terrängen runt Lukov sluttar österut.Runt Lukov är det ganska glesbefolkat, med 22 invånare per kvadratkilometer. Närmaste större samhälle är Znojmo, 10,1 km öster om Lukov. Trakten runt Lukov består till största delen av jordbruksmark.